# Come on Over (Royal Blood)
Come on Over è un singolo del gruppo musicale britannico Royal Blood, pubblicato il 21 aprile 2014 come terzo estratto dal primo EP Out of the Black.

## Video musicale
Il videoclip, diretto da AB/CD/CD, è stato pubblicato il 24 aprile 2014 attraverso il canale YouTube del gruppo.

## Tracce
Download digitale
1. Come on Over – 2:53

7" (Regno Unito)
- Lato A

1. Come on Over – 2:53

- Lato B

1. You Want Me – 2:42

## Formazione
Gruppo
- Mike Kerr – voce, basso
- Ben Thatcher – batteria

Produzione
- Royal Blood – produzione
- Tom Dalgety – produzione, registrazione, missaggio
- John Davis – mastering